# Bittium latreillii
Bittium latreillii is een slakkensoort uit de familie van de Cerithiidae. De wetenschappelijke naam van de soort is voor het eerst geldig gepubliceerd in 1826 door Payraudeau als Cerithium latreillii.